# Atractus natans
Atractus natans là một loài rắn trong họ Colubridae. Loài này được Hoogmoed & Prudente mô tả khoa học đầu tiên năm 2003.